# 陸令萱
陸 令萱（りく れいけん、? - 576年）は、北斉の女官で、後主の乳母。陸媼（りくおう）とも称された。

## 経歴
漢陽郡の人の駱超の妻であったが、駱超の反乱計画が発覚して処刑されると、令萱は北斉の後宮に入れられた。後主を乳母として養育し、乾阿妳と称され、後主の母の胡太后と昵懇になった。令萱は多弁で万事にそつがなく、後主が即位すると女侍中となって、後宮の中で権勢を振るった。
569年、和士開と協力して趙郡王高叡を殺害し、婁定遠を青州刺史に、元文遙を西兗州刺史に左遷させた。太姫と称し、長公主の上に位した。また穆邪利に取り入って養女とし、後主の右皇后として立てさせた。
571年に和士開が死去すると、令萱は祖珽と協力して趙彦深を西兗州刺史に左遷させた。これ以来、令萱は子の穆提婆とともに北斉の宮廷内外に権勢を振るい、売官や収賄を横行させた。胡太后が曇献との醜聞が発覚して幽閉されると、令萱は祖珽の協力をえて太后の地位を望んだが、反対する者があってこれは得られなかった。
576年、平陽の戦いに北斉が敗れ、後主が鄴に帰還すると、穆提婆が北周に降った。このため令萱は迫られて自殺し、子孫は処刑され、家の財産は没収された。

## 伝記資料
- 『北斉書』巻50 列伝第42 恩倖
- 『北史』巻92 列伝第80 恩幸

## 登場作品
テレビドラマ
- 後宮の涙（2013年、演：チャオ・リーイン）※陸令萱をモデルとした陸貞という人物が主人公。
- 独孤伽羅〜皇后の願い〜（2018年、演 : 呂一（中国語版））※陸令萱をモデルとした陸貞という人物が登場。